# FC Mamer 32
FC Mamer 32 (luks. Foussballclub Mamer 32) – luksemburski klub piłkarski z siedzibą w mieście Mamer, w południowo-zachodniej części kraju, grający od sezonu 2025/26 w Nationaldivisioun.

## Historia
Chronologia nazw:
- 1932: Jeunesse Mamer (luks. Foussballclub Jeunesse Mamer)
- 1933: FC Mamer 32 (luks. Foussballclub Mamer 32)
- 1940: FK Mamer (luks. Foussballclub Mamer)
- 1944: FC Mamer 32 (luks. Foussballclub Mamer 32)

Klub Piłkarski Jeunesse został założony w Mamerze 1 stycznia 1932 roku. W sezonie 1932/33 zespół startował w 3.Divisioun (D5), zajmując drugie miejsce w swojej grupie i awansując do 2.Divisioun (D4). W 1933 roku klub przyjął nazwę FC Mamer 32. Do 1940 roku występował na czwartym poziomie za wyjątkiem sezonu 1938/39, w którym spadł na rok do piątej ligi. W czasie okupacji niemieckiej Luksemburga w latach 1940-1944 podczas II wojny światowej klub występował jako FK Mamer w lokalnych rozgrywkach.
W 1944 roku klub przywrócił historyczną nazwę FC Mamer 32. W sezonie 1945/46 po przerwie ponownie startował w 2.Divisioun, zajmując 9.miejsce w pierwszej grupie. W następnym sezonie 1946/47 awansował na drugą pozycję w drugiej grupie i po raz pierwszy zdobył promocję do Promotioun (D3). Debiut na trzecim poziomie był nieudanym i po roku klub spadł z powrotem do 2.Divisioun. W sezonie 1948/49 po zajęciu czwartego miejsca w swojej grupie potem zwyciężył w barażach i wrócił do Promotioun. W kolejnych sezonach występował na poziomie III. W sezonie 1953/54 zajął drugie miejsce w drugiej grupie Promotioun i po raz pierwszy uzyskał awans do 1.Divisioun (D2). Jednak nastąpił okres gorszej gry i klub w ciągu czterech lat zaliczył trzy spadki do piątego poziomu w sezonie 1958/59. W międzyczasie, przed rozpoczęciem sezonu 1957/58 nastąpiła reorganizacja systemu lig, Promotioun został przeniesiony o jeden poziom wyżej i otrzymał nazwę Éierepromotioun (D2), a 1.Divisioun został zdegradowany do trzeciego poziomu. Dopiero w 1968 roku klub zaczął wspinać się do góry w hierarchii piłkarskiej. W sezonie 1971/72 oraz od 1977 do 1980 występował ponownie na trzecim poziomie, w 1.Divisioun. Od 1992 roku klub już nie grał poniżej trzeciego poziomu. W sezonie 2000/01 po raz drugi zagrał na drugim poziomie, ale po roku spadł znów do 1.Divisioun. W sezonie 2004/05 został mistrzem drugiej grupy 1.Divisioun i po raz trzeci awansował do Éierepromotioun. Sezon 2005/06 zakończył na czwartej pozycji na zapleczu najwyższej ligi i potem w barażach wygrał w karnych z US Rümelingen, zdobywając historyczny awans do Nationaldivisioun. Jednak pobyt na najwyższym poziomie był niedługim – po zajęciu 14.miejsca w sezonie 2006/07 klub zaliczył spadek do Éierepromotioun. Potem zespół przez prawie dwie dekady występował w Éierepromotioun, za wyjątkiem sezonów 2008/09, 2009/10, 2010/11 i 2013/14, w których grał w 1.Divisioun. W sezonie 2024/25 klub został mistrzem Éierepromotioun i po raz drugi zdobył awans do Nationaldivisioun.

## Barwy klubowe, strój, herb, hymn
|  |

Klub ma barwy czerwone. Piłkarze domowe spotkania zazwyczaj grają w czerwonych koszulkach, czerwonych spodenkach oraz czerwonych getrach.

## Sukcesy

### Trofea międzynarodowe
Do chwili obecnej klub jeszcze nigdy nie zakwalifikował się do rozgrywek europejskich.

### Trofea krajowe
| \| \| Zdobyte trofea w rozgrywkach Luksemburga (stan na: 31-05-2025) \| |                                                                |      |                  |
| Rozgrywki                                                               | Osiągnięcie                                                    | Razy | Sezon(y)         |
| Mistrzostwo                                                             | I miejsce                                                      | 0    |                  |
| Mistrzostwo                                                             | II miejsce                                                     | 0    |                  |
| Mistrzostwo                                                             | III miejsce                                                    | 0    |                  |
| Mistrzostwo                                                             | 14.miejsce                                                     | 1    | 2006/07          |
| Puchar                                                                  | zdobywca                                                       | 0    |                  |
| Puchar                                                                  | finalista                                                      | 0    |                  |
| Puchar                                                                  | 1/8 finału                                                     | 2    | 1970/71, 2007/08 |
| II liga                                                                 | I miejsce                                                      | 1    | 2024/25          |
| II liga                                                                 | II miejsce                                                     | 0    |                  |
| II liga                                                                 | III miejsce                                                    | 0    |                  |
| Luksemburg                                                              | Zdobyte trofea w rozgrywkach Luksemburga (stan na: 31-05-2025) |      |                  |

- Promotioun/1.Divisioun (D3):
  - mistrz (3x): 1999/00 (gr.2), 2004/05 (gr.2), 2013/14 (gr.1)
  - wicemistrz (2x): 1953/54 (gr.2), 2010/11 (gr.2)
  - 3.miejsce (4x): 1952/53 (gr.2), 1993/94 (gr.1), 2001/02 (gr.2), 2008/09 (gr.1)

## Poszczególne sezony

### Rozgrywki międzynarodowe

#### Europejskie puchary
Nie uczestniczył w rozgrywkach europejskich.

### Rozgrywki krajowe
| \| Luksemburg \| Bilans występów klubu w rozgrywkach piłkarskich Luksemburga (Stan na 31 maja 2025 r.) \| \| |                                                                                       |        |       |   |   |   |    |    |     |                                                                                             |        |        |      |
| Poziom | Rozgrywki                                                                             | Sezony | Mecze | Z | R | P | B+ | B– | Pkt | Lata                                                                                        | Awanse | Spadki | Naj. |
| I | Nationaldivisioun                                                                     | 1      |       |   |   |   |    |    |     | 2006/07, od 2025                                                                            | 0      | 1      | 14   |
| II | 1.Divisioun / Éierepromotioun                                                         | 17     |       |   |   |   |    |    |     | 1954/55, 2000/01, 2005/06, 2007/08, 2011–2013, 2014–2025                                    | 2      | 4      | 1    |
| III | Promotioun / 1.Divisioun                                                              | 28     |       |   |   |   |    |    |     | 1947/48, 1949–1954, 1955–1957, 1971/72, 1977–1980, 1992–2000, 2001–2005, 2008–2011, 2013/14 | 3      | 6      | 1    |
| IV | 2.Divisioun                                                                           | 29     |       |   |   |   |    |    |     | 1933–1938, 1939/40, 1945–1947, 1948/49, 1957/58, 1968–1971, 1972–1977, 1980–1982, 1983–1992 | 6      | 3      | 1    |
| V | 3.Divisioun                                                                           | 13     |       |   |   |   |    |    |     | 1932/33, 1938/39, 1958–1968, 1958                                                           | 4      | 0      | 1    |
| | Puchar Luksemburga                                                                    |        |       |   |   |   |    |    |     | od 1956                                                                                     |        |        | 1/8  |
| Luksemburg                                                                                                   | Bilans występów klubu w rozgrywkach piłkarskich Luksemburga (Stan na 31 maja 2025 r.) |        |       |   |   |   |    |    |     |                                                                                             |        |        |      |

## Piłkarze, trenerzy, prezydenci i właściciele klubu

### Piłkarze

#### Aktualny skład zespołu
Stan na 1 lipca 2025.
| Nr | Poz. | Piłkarz           |
| -- | ---- | ----------------- |
| 1  | BR   | Arthur Rao        |
| 4  | OB   | Nuno Freire       |
| 5  | PO   | Rachid Erragui    |
| 7  | OB   | Reyan Kraouche    |
| 8  | PO   | Aldin Bahovic     |
| 10 | NA   | Igor Teles Santos |
| 11 | NA   | Mickaël Jager     |
| 15 | PO   | Maxence Agnoly    |

| Nr | Poz. | Piłkarz                |
| -- | ---- | ---------------------- |
| 21 | NA   | Blaise Baillet         |
| 28 | OB   | Benjamin Schmit        |
| 29 | OB   | David da Costa Batista |
| 54 | OB   | Yannick Biagui         |
| 60 | BR   | Benjamin Salmistraro   |
| 91 | OB   | Alessandro Fiorani     |
| 97 | NA   | Léo Montout            |

### Trenerzy
| - 01.07.2004–11.10.2006: Luc Olinger - 12.10.2006–30.06.2009: Patrick Biergen - 01.07.2009–08.05.2018: Andrea Fiorani - 08.05.2018–30.06.2018: Antonio Coimbra - 01.07.2018–10.11.2019: Georges Menster | - 11.11.2019–30.06.2022: Vítor Pereira - 01.07.2022–03.11.2022: Vincent Bolognini - 03.11.2022–30.06.2023: Angelo Fiorucci - 01.07.2023–23.10.2023: Manuel Cuccu - od 24.10.2023: Dean Léen |

## Struktura klubu

### Stadion
Drużyna rozgrywa swoje mecze domowe w Mamerze na Stade François Trausch, który może pomieścić 2600 widzów. 

## Kibice i rywalizacja z innymi klubami

### Derby
- Blue Boys Muhlenbach
- UNA Strassen